# Vulpiushaus

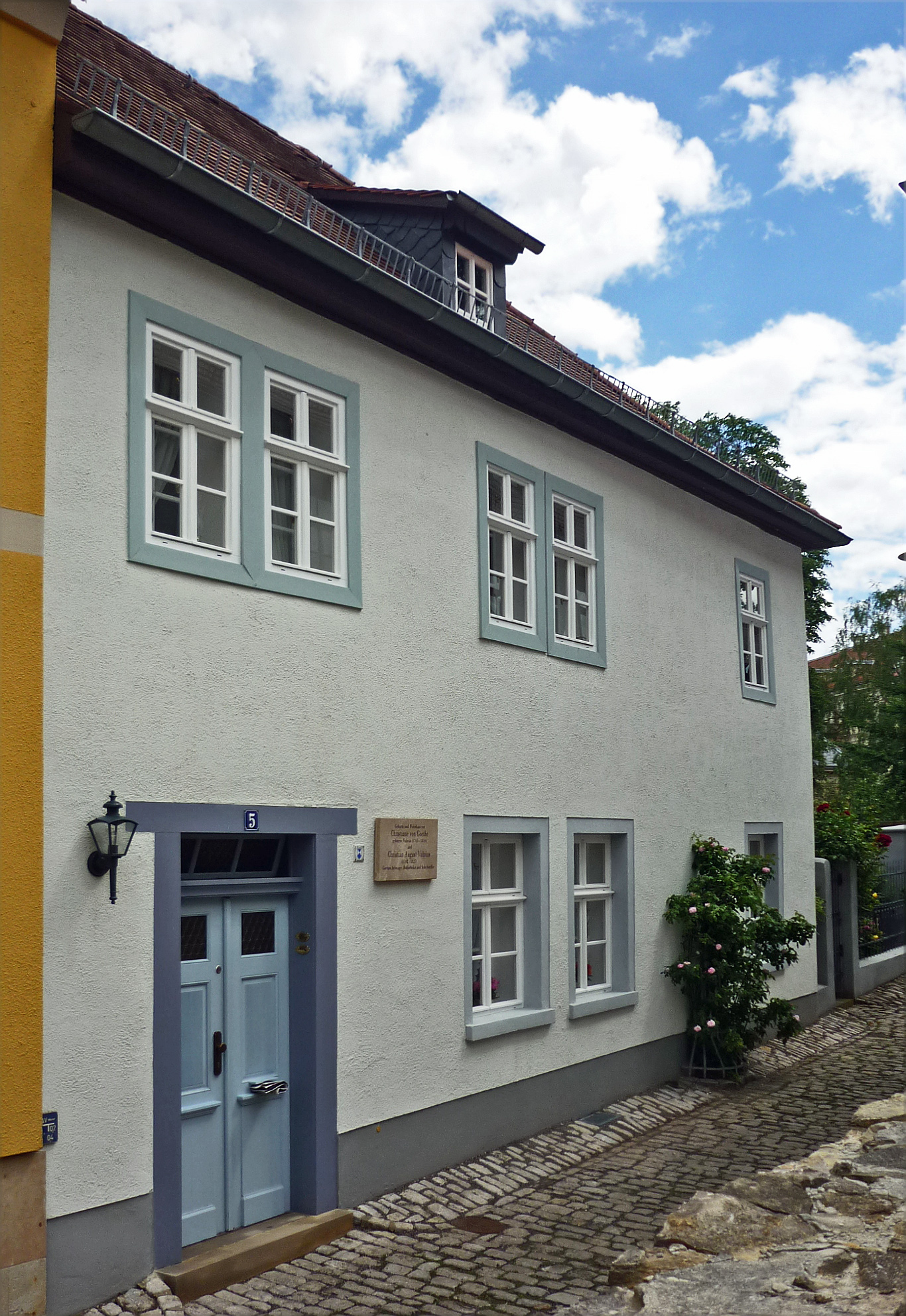
Vulpiushaus

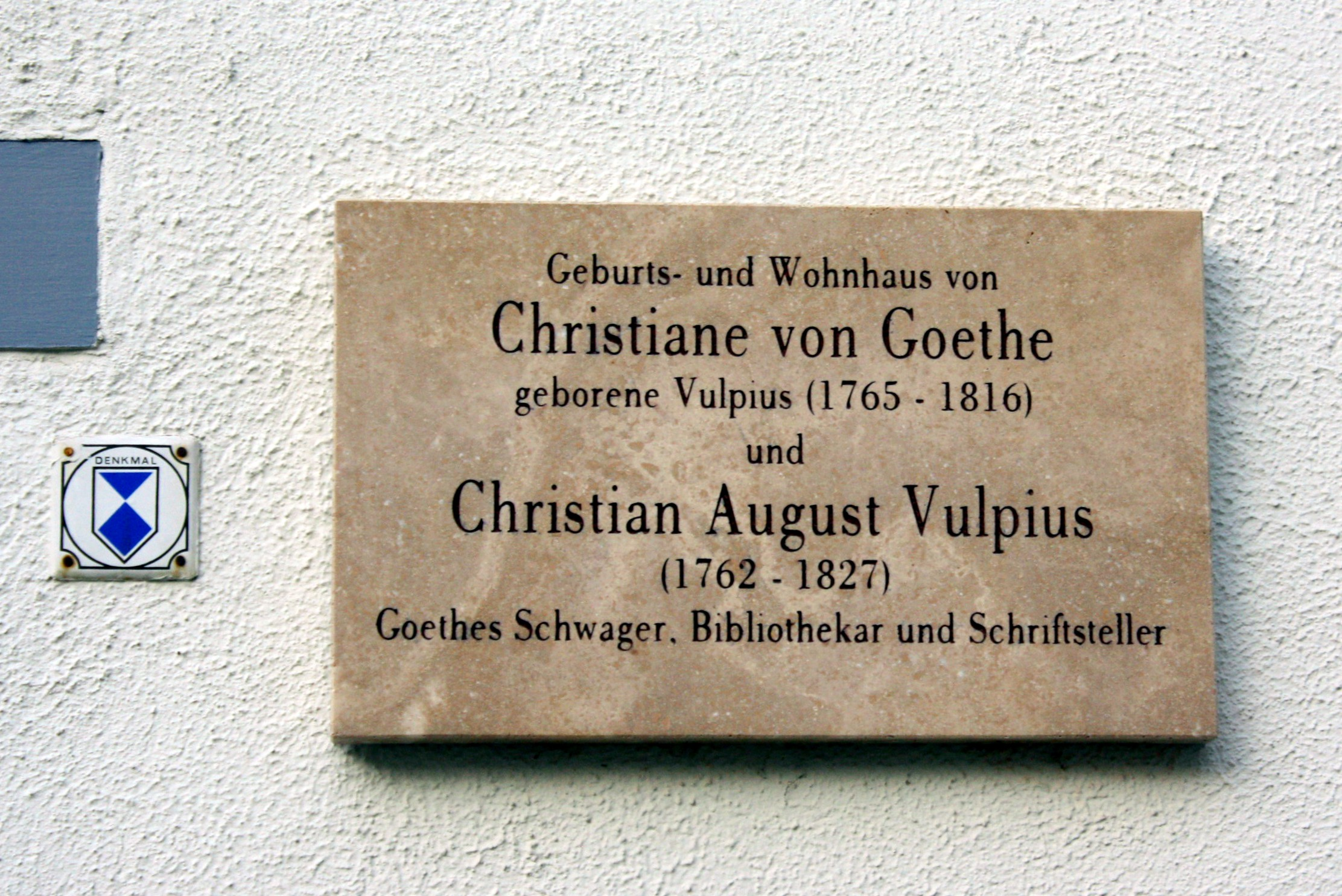
Gedenktafel

Das Vulpiushaus liegt in der Luthergasse 5 der Altstadt von Weimar. Es ist das Geburtshaus von Christian August Vulpius und Christiane Vulpius, der Ehefrau von Johann Wolfgang von Goethe, und wurde nach ihnen benannt.

## Geschichte
Christiane wohnte bis 1788 hier in ihrem elterlichen Wohnhaus, bevor sie in Goethes Wohnhaus am Frauenplan zog. Ihre Hausnachbarin in der Luthergasse 3 war Karoline Jagemann. Das Wohnhaus in der Luthergasse ist zweigeschossig und zum größten Teil verputzt. Ein Teil lässt an der Hofseite das Fachwerk erkennen. Zur Baugeschichte des in einer der ältesten Gassen Weimars befindlichen Wohnhauses ist sonst wenig bekannt. Bekannt sind jedoch die ärmlichen Verhältnisse, in denen die Familie Vulpius lebte.
Eine Gedenktafel für Christiane Vulpius erinnert an die Frau Goethes und dessen Schwager. Es gab allerdings vorher eine Gedenktafel, die nur an Christianes Kindheit erinnerte, ihres Bruders jedoch nicht gedachte.
Allerdings gibt es am Frauenplan mehrere zu Goethes Wohnhaus gehörige Gebäudeteile, die sog. Vulpiushäuser. Diese waren Wohn- und Wirtschaftsbereich von Goethes Frau.
Das Vulpiushaus steht auf der Liste der Kulturdenkmale in Weimar (Einzeldenkmale).